# Iván Saltykov

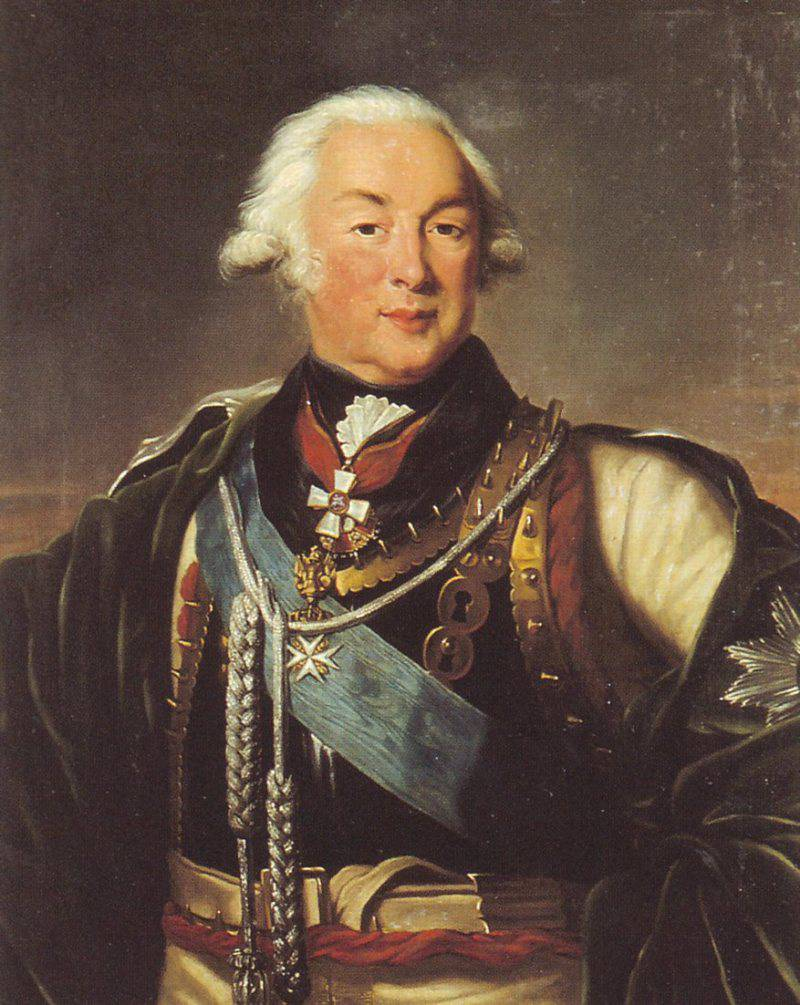
Mariscal de Campo Conde Iván Petróvich Saltykov.

El Conde Iván Petróvich Saltykov (en ruso: Иван Петрович Салтыков; 28 de junio de 1730 - 14 de noviembre de 1805) fue un Mariscal de Campo ruso, el Gobernador-General de Moscú entre 1797 y 1804, y propietario de la gran finca de Márfino.

## Biografía
Iván era el único hijo del Mariscal de Campo Piotr Semiónovich Saltykov. Empezó su servicio militar a la edad de 15 años en el Regimiento Semiónovski con el rango de soldado. En 1758 fue introducido en la Corte Imperial con el rango júnior de Kamer-Junker.
Durante la Guerra de los Siete Años Saltykov se distinguió en la captura de Königsberg y Elbing, y en la batalla de Zorndorf. Después de la llegada de la paz recibió un ascenso a Mayor General y fue condecorado con la Orden de Santa Ana, de 2.ª clase por Pedro III. En la coronación de Catalina la Grande, le fue concedida la Orden de San Alejandro Nevski.
Al inicio de la guerra ruso-turca de 1768-1774 el ahora Teniente General Saltykov sirvió bajo el mando de Rumyántsev en la batalla de Kagul. También estuvo presente en el asedio de Jotín. Comandando la caballería pesada del ejército, se ganó la distinción por su valentía y recibió tanto la Orden de San Jorge, 2.ª Clase, como la Espada Dorada por Valentía con diamantes.
Con el fin de la guerra, Saltykov era ahora General pleno y fue enviado a comandar un cuerpo estacionado en las recién adquiridas provincias polacas del imperio.
En 1780, para mejorar la salud de su familia realizó un extenso viaje más allá de las fronteras de Rusia. Con su esposa y jóvenes hijos viajó a Berlín, Dresde y Bruselas. Vivieron durante tres meses en Londres y pasaron la mayor parte de un año en París, donde los Saltykov vivieron de forma tan extravagante que un mensajero ruso en la corte francesa escribió al Conde Aleksandr Vorontsov que "son la desgracia de nuestra nación entera."
En 1784, recibió la gobernación de los Virreinatos de Vladímir y Kostromá y también fue designado General Adjunto. En 1788, estalló de nuevo la Guerra con Turquía, y el general fue llamado de nuevo al servicio de campo. Su ejército tuvo éxito en retomar la Fortaleza de Jotín. En 1790, Catalina le confió el mando del ejército con base en Finlandia. Para la firma del Tratado de Värälä, Saltykov recibió el título honorario de teniente-coronel del Regimiento de Caballería de Guardia y la Orden de San Andrés con diamantes.
El liderazgo de Saltykov se distinguía primariamente por su tremenda valentía. Sus destrezas en otras áreas del mando se consideraron algo deficientes. Suvorov, por ejemplo se informó que era muy escéptico de sus habilidades. Además, Saltykov se vio envuelto en una controversia con Rumyántsev que le obligó en 1795 a retirarse, aunque al año siguiente Pablo ascendió al trono y lo rellamó al servicio. El nuevo emperador lo cubrió con distinciones, renovando su rango a general pleno, haciéndolo jefe del Regimiento de Coraceros de Su Majestad, gobernador-general de Kiev. Poco después fue hecho mariscal de campo e inspector general de la Caballería del ejército entero.
Para finales de 1797, Saltykov fue designado gobernador-general de Moscú, que en un tiempo pretérito había sido ejercido por su padre. En realidad, las riendas de gobierno eran sostenidas por otro elegido de Pablo; el jefe de policía prusiano Fiódor Ertel. El Conde dejó para él mismo solo las responsabilidades del mando de los desfiles militares de la ciudad y las apariciones ceremoniales. Los moscovitas por mucho tiempo recordaron su magnífico y derrochador estilo de vida.
La muerte de su esposa en 1802 fue un fuerte golpe para Saltykov, y fue un factor importante en el declive de su propia salud, que le urgió a pedir el retiro en 1804. Se trasladó a San Petersburgo, viviendo en el hogar de su adinerado yerno Piotr Myátlev, y murió poco después. Fue enterrado cerca de su padre en la población de Nikólskoye cerca de Rostov.

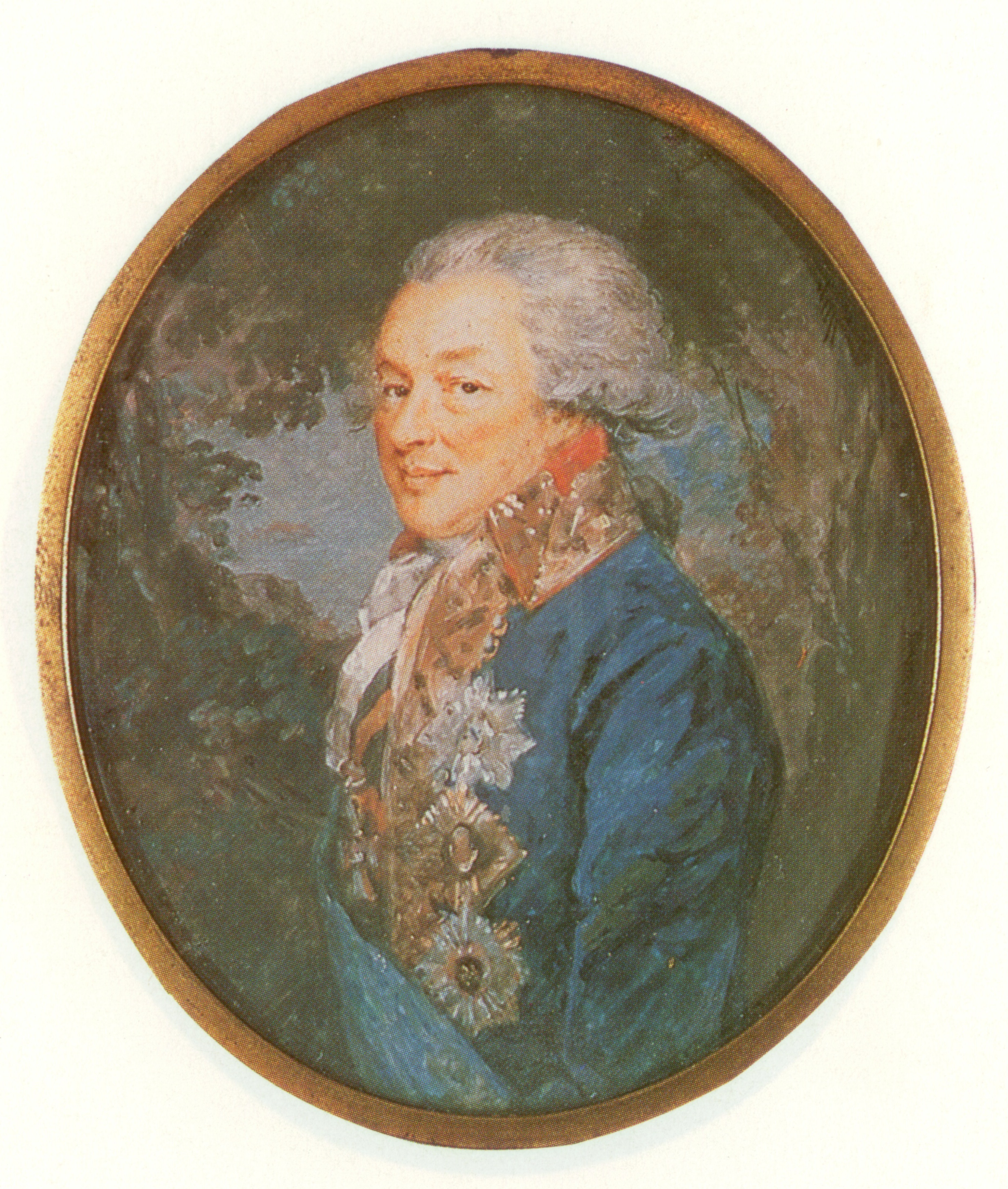
I.P. Saltykov, 1790

## Familia
El Conde Saltykov contrajo matrimonio con Darya Petrovna Saltykova, hija del conocido diplomático Piotr Grigórievich Chernyshov. Era estimada como un pilar de la alta sociedad de Moscú y tuvo una relación extremadamente estrecha con su marido. Juntos tuvieron cuatro hijos: Praskovya (1772-1859), Ekaterina (1776-1815), Ana (1777-1824), y Piotr (1784-1813). Las hijas todas sirvieron como damas de honor en la Corte Imperial, y dos de ellas se casarían y tendrían hijos. Piotr siguió los pasos de su padre como oficial de caballería. Fue un coronel condecorado en el ejército durante la Invasión Napoleónica de Rusia, pero murió menos de un año después por complicaciones médicas que resultaron de ser herido en batalla. Era soltero y sin hijos.